# Joaquín Puglisi
Pour les articles homonymes, voir Puglisi.
Joaquín Puglisi né le 23 octobre 1995, est un joueur argentin de hockey sur gazon. Il évolue au Club de Campo, en Espagne et avec l'équipe nationale argentine.

## Carrière
- U21 de 2015 à 2016
- Débuts en équipe première le 19 mars 2022 contre l'Inde à Bhubaneswar dans le cadre de la Ligue professionnelle 2021-2022[1].

## Palmarès
- : 1er à la coupe d'Amérique des moins de 21 ans en 2016.